# Non devi perdermi
Non devi perdermi è un singolo della cantante italiana Alessandra Amoroso, pubblicato il 7 marzo 2014 come terzo estratto dal terzo album in studio Amore puro.

## Descrizione
Scritto e composto da Biagio Antonacci, Non devi perdermi è stato presentato dalla Amoroso durante una puntata del talent show Amici di Maria De Filippi.
Il 27 giugno 2014 il brano è stato dichiarato vincitore della terza puntata del Summer Festival 2014.
Il brano è stato inserito in due compilation nel 2014: Radio Italia Summer Hits 2014 e Music Awards 2014.
Nel 2015 viene selezionato nella gara di MTV Love Clash per diventare la migliore canzone di San Valentino, piazzandosi al 2º posto.
Nel 2015 viene incisa la versione spagnola del brano, dal titolo No debes perderme, contenuta nell'album Alessandra Amoroso.

## Video musicale
Il video, pubblicato il 26 marzo 2014 sulla piattaforma Vevo, è stato girato da Gaetano Morbioli a Verona all'interno di un autobus in movimento. Racconta il viaggio quotidiano dell'amore attraverso diverse coppie di diverse età che si trovano sull'autobus, tra silenzi, abbracci, litigi, giochi e sorrisi.
Il video risulta essere il sesto video musicale più visto su Vevo nel 2014.

## Successo commerciale
Il brano a settembre, durante la 38ª settimana del 2014, viene certificato disco d'oro dalla FIMI per le oltre 15 000 copie vendute e successivamente disco di platino.
Non devi perdermi è il 65° brano più venduto nel primo semestre del 2014.

## Classifiche
| Classifica (2014) | Posizione massima |
| ----------------- | ----------------- |
| Italia            | 25                |